# Gerbrand Adriaenszoon Bredero
Gerbrand Adriaenszoon Bredero (16. marts 1585 i Amsterdam – 8. juli 1618 sammesteds) var en hollandsk komedieskriver og poet i den hollandske litteraturs klassiske tid. 
Han forsøgte sig først som maler, men kom snart i berøring med samtidens ansete forfattere og blev derved
lokket ind på litterær virksomhed, og allerede i en alder af 18 år regnedes han af mænd som
Vondel og Coster for digter. Han udfoldede nu i løbet af en halv snes år en meget frugtbar
produktion, skrev en mængde skuespil og digte og opnåede såvel på det dramatiske som
på det lyriske omraade sin samtids yndest i fuldeste mål. 
I sine skuespil følger han tidens mode og skriver højtidelige ridderdramaer;
men af og til afbryder han deres tørre ensformighed ved indstrøede, groteske scener af
det amsterdamske folkeliv, som han kendte af selvsyn. Mange af disse scener og typer var
ligesom visse Scener i Holbergs komedier nærmest beregnede på at indfange det bredere
lags bifald. Men der var troligvis langt flere, som morede sig over disse hjemlige optrin, om end
kritikken lod hånt om dem og anbefalede ham flittig at studere Terents. 
På indførelsen af dette ny folkelige og lavkomiske element beror
Brederos betydning for hans lands litteratur Han viser sig på dette punkt som en åndsbeslægtet af
sådanne djærve samtidige genremalere som Jan Steen og Teniers. Af hans skuespil er de
berømteste: »De klucht van de Koe« (1612), »De klucht van den Molenaer« (1613), »Spaanschen
Brabander Jorolimo« (1618). Andre af hans sceniske arbejder er oversættelser, således er
»Moortje« en fri bearbejdelse af Terents' Eunuchus; det gjorde umådelig lykke og holdt
sig 80 år på repertoiret. 
Hans lyriske digte er snart tungsindige, snart muntre. De fleste
af dem handler om elskovens omskiftelser, som Bredero i sit liv havde rig lejlighed til at lære at
kende. Hooft vidner, at han var kun alt for følsom for kvindelig skønhed, og det samme
indtryk giver hans digte. Også paa dette felt viser han sig som den folkelige skribent, der
er forholdsvis lidet hildet i den kedsommelige, klassiske manér. Hans sprog er friskt og
naturligt; han hævder selv, at han ikke har lært det af nogen bog, men af folkets daglige tale.
I Boertingh amoreus en aendachtigh Liedt-Boeck samlede han sine lystige viser og
tilegnede Amsterdams lystige og muntre ungdom disse »muntre børn«, og amsterdammerne fandt
et sådant behag i dem, at de et århundrede igennem blev sunget dagligt. Bredero nød stor anseelse i
sin fødeby. Derom vidner det, at han nød den meget eftertragtede ære at blive valgt til
fændrik for et skytteselskab. Hans samtlige værker er udgivet i 3 bind (Amsterdam 1885-88).